# Дубина, Михаил Владимирович
Михаил Владимирович Дубина (род. 31 января 1972 года) — российский учёный, специалист в области молекулярно-генетических технологий и нанобиотехнологий, применяемых в физиологии и медицине. Доктор медицинских наук (2004). Академик РАН (2016). Действительный государственный советник Санкт-Петербурга 3 класса (2018). Главный учёный секретарь президиума РАН (2022).

## Образование и карьера
Окончил среднюю школу № 111 в г. Минеральные Воды в 1989 году с золотой медалью. В 1995 году окончил лечебный факультет Санкт-Петербургского государственного медицинского университета имени академика И. П. Павлова (СПбГМУ) по специальности — лечебное дело. В 1998 году окончил очную аспирантуру на кафедре патофизиологии СПбГМУ и в том же учреждении защитил кандидатскую диссертацию на тему: «Паранеопластические изменения тромбогенных свойств и проницаемости сосудов микроциркуляторного русла». В 2004 году там же окончил очную докторантуру и защитил докторскую диссертацию на тему: «Новый патогенетический подход к ранней диагностике и хирургическому лечению колоректального рака». В 2000 году работал приглашенным научным сотрудником в Международном агентстве по изучению рака ВОЗ в Лионе (Франция). С 2004 г. до 29 сентября 2017 г. — руководитель отдела молекулярно-генетических технологий СПбГМУ. С 2008 г. также и заведующий лабораторией нанобиотехнологий Санкт-Петербургского национального исследовательского Академического университета РАН (СПбФТНОЦ, СПбАУ РАН, ныне — СПбАУ им. Ж. И. Алфёрова), а с 2011 по 2017 г.г. там же первый проректор (по основному месту работы).
Член-корреспондент РАН c 2008 года (по Отделению нанотехнологий и информационных технологий РАН, секция нанотехнологий, специальность: нанобиотехнологии). В 2016 году избран действительным членом РАН. Член Бюро Отделения нанотехнологий и информационных технологий РАН с 2013 по 2017 г.г. Председатель Проблемной комиссии по клинической физиологии Научного совета по физиологическим наукам РАН с 2011 по 2017 г.г. Член консультативного научного совета фонда «Сколково» с 2010 по 2017 г.г.
Сфера научной деятельности: исследования и разработки в области молекулярно-генетических технологий, а также новых технологий и устройств на основе наногетероструктурных полупроводников для «on-line» диагностики межмолекулярных взаимодействий; разработка нанобиотехнологических лекарственных препаратов и систем для идентификации системного и направленного воздействия на физиологические и патологические процессы в организме человека.
Автор и соавтор более 110 научных работ в российских и зарубежных научных журналах в медицинских, биологических, химических, физических и технических областях знаний, включая: Доклады Академии Наук, Бюллетень экспериментальной биологии и медицины, Российский физиологический журнал имени И. М. Сеченова, Палеонтологический журнал, JAMA, Frontiers in Medicine, BMC Infectious Diseases, Human Molecular Genetics, NATURE Genetics, Oncogene, Molecular Immunololgy, J. Chemical Physics, NATURE, PNAS, Physical Review Applied, Semiconductors, Microfluidics and Nanofluidics, FASEB Journal, Origins of Life and Evolution of Biospheres, и другие. С 2008 г. по 2017 г. руководил проектами в рамках программ: ФЦП «Исследования и разработки по приоритетным направлениям развития научно-технологического комплекса России на 2014—2020 годы» Минобрнауки России и Минпромторга России; Президиума РАН, РФФИ. h-индекс к 2020 году − 27.
Председатель Комитета по здравоохранению Санкт-Петербурга с 02 октября 2017 г. по 16 января 2019 г. На этот период отказался от любой оплачиваемой научной и образовательной деятельности. Присвоен классный чин действительного государственного советника Санкт-Петербурга 3 класса в 2018 году.
Исполняющий обязанности директора ФГУП «Государственный научно-исследовательский институт особо чистых биопрепаратов» ФМБА России с 24 декабря 2019 года по 16 апреля 2022 года.
22 сентября 2022 года общим собранием членов РАН избран главным учёным секретарем президиума РАН сроком на 5 лет (постановление общего собрания членов РАН от 22 сентября 2022 года №46).

## Награды
- Премия имени профессора D. W. Lübbers (Германия) — 1994 год [2]
- Стипендия Нобелевского фонда (Швеция) — 1996 год
- Стипендия Президента Российской Федерации — 1996 год
- Стипендия ICRETT Международного общества против рака (Швейцария) — 2000 год
- Первая премия и золотая медаль Алфёровского фонда — 2003 год [3]
- Медаль ЮНЕСКО за вклад в развитие нанонауки и наноиндустрии — 2016 год [4]
- Лауреат премии имени И. П. Павлова Правительства Санкт-Петербурга (2016) [5]
- Орден Почёта (5 февраля 2024 года) — за большой вклад в развитие отечественной науки, многолетнюю плодотворную деятельность и в связи с 300-летием со дня основания Российской академии наук[6]